# Оберталь (Берн)
Оберталь (нем. Oberthal BE) — коммуна в Швейцарии, в кантоне Берн.
Входит в состав округа Конольфинген. Население составляет 791 человек (на 31 декабря 2006 года). Официальный код — 0620.